# Андрєєво (Калузька область)
Андрєєво (рос. Андреево) — присілок в Таруському районі Калузької області Російської Федерації.
Населення становить 21 особу. Входить до складу муніципального утворення Село Барятино.

## Історія
Від 2004 року входить до складу муніципального утворення Село Барятино

## Населення
| 2002 | 2010 |
| ---- | ---- |
| 28   | ↘21  |